# Мамоновка (Саратовская область)
Мамоновка — деревня в Ртищевском районе Саратовской области России. Основана в начале XIX века.

## География
Находится в северо-западной части Саратовского Правобережья, в пределах Окско-Донской равнины, в лесостепной зоне, к востоку от реки Хопёр, на расстоянии примерно 10 километров (по прямой) к юго-западу от города Ртищево. Абсолютная высота — 192 метра над уровнем моря.
Климат
Климат характеризуется как умеренно континентальный с холодной малоснежной зимой и сухим жарким летом. Среднегодовая температура воздуха — 4,4 °C. Средняя многолетняя температура самого холодного месяца (января) составляет −11,7 °С (абсолютный минимум — −43 °С), температура самого тёплого (июля) — 20 — 22 °С (абсолютный максимум — 40 °С). Средняя продолжительность безморозного периода 145—155 дней. Среднегодовое количество атмосферных осадков — 550 мм, из которых 225—325 мм выпадает в период с апреля по октябрь. Снежный покров держится в среднем 130—135 дней в году.
Часовой пояс
Деревня Мамоновка, как и вся Саратовская область, находится в часовой зоне МСК+1. Смещение применяемого времени относительно UTC составляет +4:00.

## Население
| 2010 |
| ---- |
| 13   |

Половой состав
По данным Всероссийской переписи населения 2010 года в половой структуре населения мужчины составляли 38,5 %, женщины — соответственно 61,5 %.
Национальный состав
Согласно результатам переписи 2002 года, в национальной структуре населения русские составляли 98 % из 44 чел.